# Ташкентские куранты
Ташкентские куранты (узб. Toshkent kuranti) — архитектурный памятник в Ташкенте, построенный в центре столицы Узбекской ССР в 1947 году в ознаменование победы в Великой Отечественной войне.
Входит в список «Объектов материального культурного наследия Узбекистана республиканского значения». Является одним из символов города Ташкента.

## История

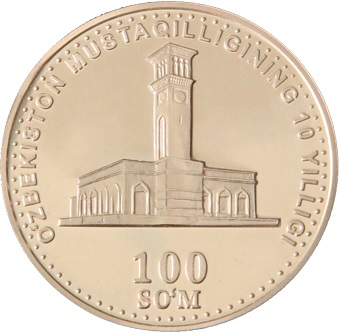
Изображение на монете 100 сумов 2001 года

Инициатором установки курантов в Ташкенте выступил И. А. Айзенштейн, потомственной часовщик, во время войны проходивший службу интендантом в действующей армии. Слегка повреждённый часовой механизм был снят им с ратуши города Алленштайн в Восточной Пруссии.
Здание курантов является неотъемлемой частью архитектурного ансамбля сквера Амира Тимура и оформлено в соответствии с традициями национального зодчества и декоративно-прикладного искусства. В отделке использовались металлические детали, покрытые гузганским мрамором, и латунные детали гармонично сочетающиеся друг с другом. Архитектор здания А. А. Мухамедшин, в оформлении принимал участие мастер Уста-Ширин Мурадов. Часовой механизм с четырьмя циферблатами изготовлен бригадой часовщиков: И. А. Айзенштейн, В. Солихов, Л. Маликов, А. Хицан, Г. Стрельцов. Часы были повреждены во время землетрясения 1966 года, отремонтированы и вновь введены в эксплуатацию. 
Высота башни с часами — тридцать метров. Первоначально на ней планировалось разместить изображение ордена «Победа», скульптуру воина-освободителя и бронзовые барельефы. Однако эти предложения не вошли в утверждённый проект, на фасаде была установлена только мемориальная доска с именами узбекистанцев — Героев Советского Союза. В основании башни часов была установлена ещё одна мемориальная доска со следующим текстом: «Ташкентские куранты сооружены 9 мая 1947 года в честь Победы Советского народа в Великой Отечественной войне. Архитектор: А. А. Мухамедшин. Инициатор: И. А. Айзенштейн».
После получения Узбекистаном независимости, обе памятные плиты были демонтированы. Мемориальная доска с именем Айзенштейна была сохранена его потомками и, впоследствии, установлена на его могиле на Боткинском кладбище Ташкента.

## Современное состояние

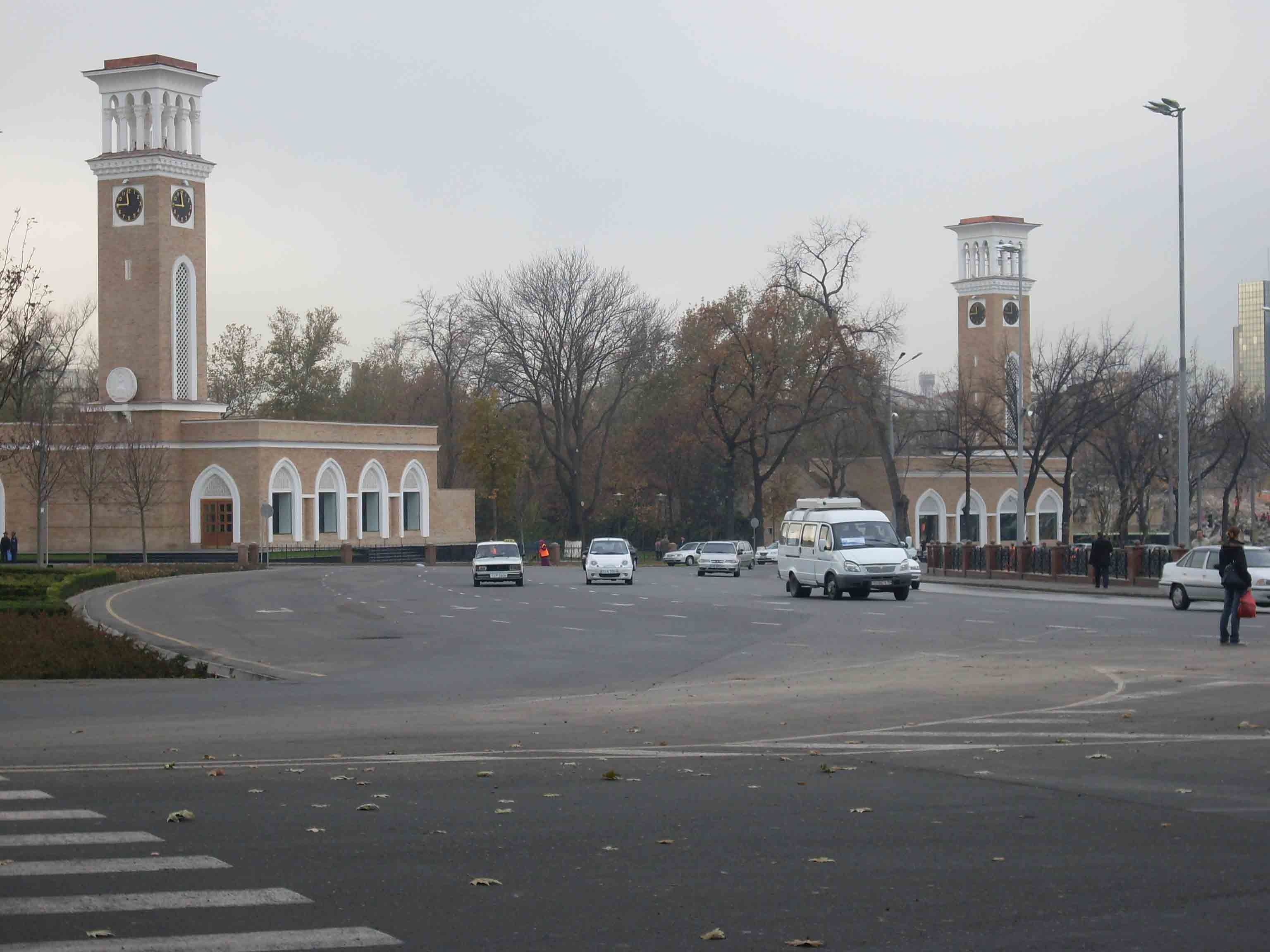
Вид на оригинальные куранты 1947 года и вторые куранты, построенные к празднованию 2200-летия города Ташкента

В 2009 году была проведена реставрация Ташкентских курантов с одновременным строительством зеркальной копии здания на противоположной стороне улицы, приуроченная к празднованию 2200-летнего юбилея города. Копия курантов была открыта 9 мая 2009 года, а возведена в рекордно короткие сроки — менее чем за три недели. Решение городского руководства и их замысел, связанные со строительством точной копии курантов остаются непонятными для жителей города до настоящего времени. 
В ноябре 2018 года в здании «старых» курантов был открыт кафе-бар «Куранты», что вызвало недовольство многих горожан. Впоследствии, владельцы кафе возвели пристройку к историческому зданию с тонированными стёклами, что вызвало новые возмущения общественности. Даже несмотря на заявления Джахонгира Артыкходжаева, исполнявшего тогда обязанности хокима города, пристройка не была демонтирована. В 2020 году на здание курантов собственниками кафе были установлены бант и ленты, без согласования с Департаментом культурного наследия при Министерстве культуры, которые не были сняты даже несмотря на предписание территориального управления Департамента культурного наследия по Ташкенту «о снятии незаконно установленных элементов с Ташкентских курантов». 
Возмущения горожан в связи с вольным обращением с памятником архитектуры понятны, так как куранты являются не просто историческим зданием, но памятником возведённым как дань уважения павшим солдатам в годы Великой Отечественной войны. В 2019 году Ташкентские куранты были включены в список зданий и объектов Ташкента, нуждающихся в защите, составленный общественным советом при хокимияте города.

## В филателии и нумизматике
Ташкентские куранты изображены на стандартных марках Узбекистана: 55 сумов 2006 года; 30, 85 и 160 сумов 2008 года; 25 и 110 сумов 2010 года; а также на монете 100 сумов 2001 года.

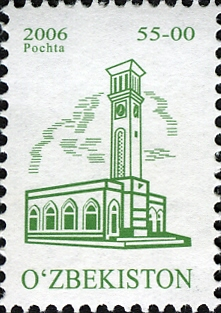
Почтовая марка 55 сумов, 2006
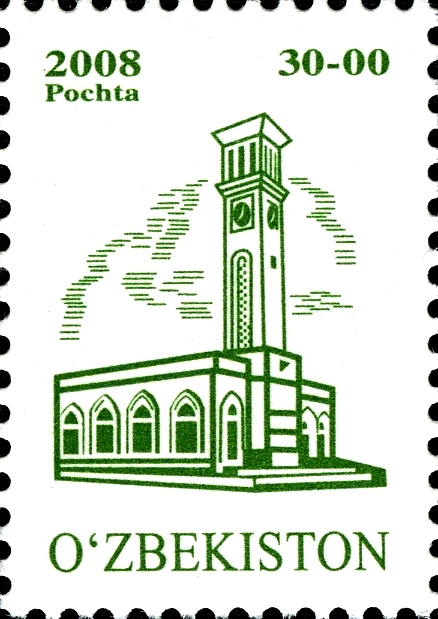
Почтовая марка 30 сумов, 2008
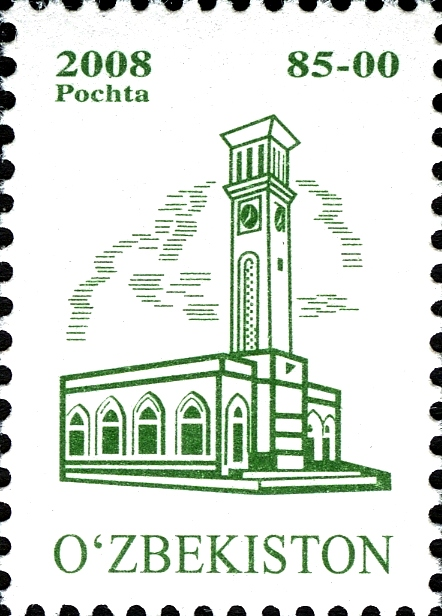
Почтовая марка 85 сумов, 2008
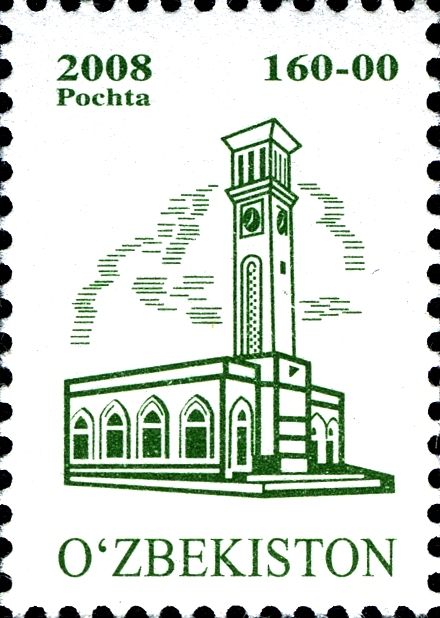
Почтовая марка 160 сумов, 2008
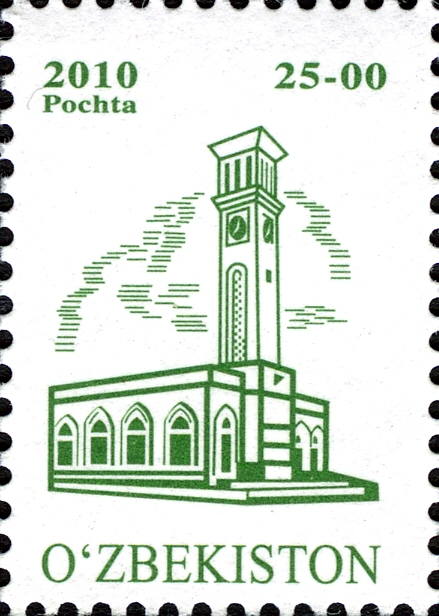
Почтовая марка 25 сумов, 2010
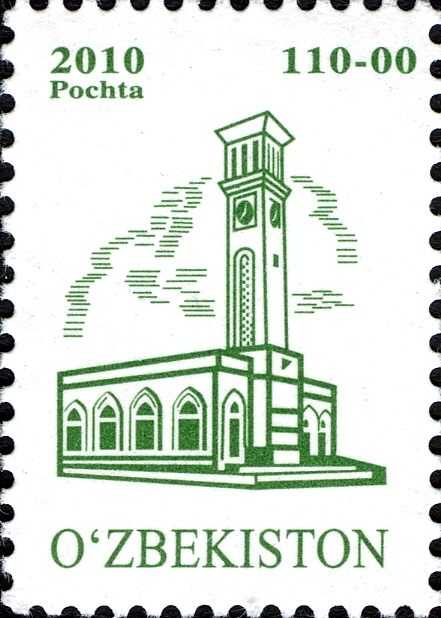
Почтовая марка 110 сумов, 2010